# روبي برينسيس
روبي برينسيس (بالإنجليزية: Ruby Princess)‏، هي سفينة سياحية مملوكة وتدار من قبل شركة برنسيس للرحلات البحرية الأمريكية، تم بنائها من قبل شركة فينكانتييري، وقامت بأول رحلة بحرية في 8 نوفمبر 2008.